# Лајв ин Скендерија Сарајево 2018
Лајв ин Скендерија Сарајево 2018 је трећи концертни албум босанскохерцеговачке рок групе Забрањено пушење, објављен 14. априла 2022. године на стриминг платформама.

## Позадина
Крајем октобра 2018. Забрањено пушење објавило је свој 11. студијски албум Шок и невјерица. Турнеја којом се промовише нови студијски албум почела је наступима у Београду и Загребу. Завршено је 29. децембра концертом у сарајевској Скендерији, где су гости били Зеле Липовача и Ален Исламовић и тиме је обележено 35 година постојања и рада.

## Снимање
Све песме, укупно 31, снимљене су на концерту у Скендерији у Сарајеву 29. децембра 2018. На концерту су изведене песме „Криво је море“ у извођењу Зеле Липоваче и „Након свих ових година“ у извођењу Алена Исламовића, али нису уврштене на овај албум.
Спот за песму "Лијепа Алма" коју изводи са Зелом Липовцем објављен је 13. фебруара 2019. Спот је монтирао Фран Соколић, а снимак на поменутом концерту снимила је ТВ1 из Сарајева под режијом редитеља Сенада Синанагића. Објављен је још један видео са снимка снимљеног са овог концерта, 31. марта 2022. године, за пјесму "Свјетла Сарајева" коју изводи са Дамиром Имамовићем.

## Извођачи и особље
Забрањено пушење
- Давор Сучић – вокал, пратећи вокал
- Тони Ловић – електрична и акустична гитара
- „Трак“ Бранка Трајкова – бубњеви, перкусије, пратећи вокал
- Роберт Болдижар – виолина, виолончело, клавијатуре, пратећи вокал
- Дејан Орешковић "Кло" – бас гитара
- Лана Шкргатић – клавијатуре, саксофон, флаута, пратећи вокал

Гостујући музичари
- Санела Халиловић "Сасја"
- Зеле Липовача
- Дамир Имамовић